# Lander Otaola
Lander Otaola Arregi (Bilbao, Vizcaya, 20 de enero de 1989) es un actor español de teatro, cine y televisión.

## Biografía
Estudió la Diplomatura en Arte Dramático en la Escuela de teatro de Guecho (2007-2011). En 2008, con 19 años, aún siendo estudiante, fue parte de La máquina de pintar nubes que sigue representando hasta la actualidad. Tras diplomarse en la Escuela de Teatro de Getxo, se estrenó en televisión en la serie Goenkale de ETB.
Sus comienzos fueron como escritor de guiones de los trabajos en los que también formaba parte como actor.[cita requerida] Se dio a conocer en series del canal de televisión ETB como Vaya semanita.
Jugó en las categorías inferiores del Athletic Club de Bilbao llegando a ser subcampeón de España con la selección vasca.
Fue nominado a los Premios Max 2012 en la categoría de Mejor Autor Teatral en Euskera por el espectáculo Sekula bai!.
En el 2021 lanza su primera obra literaria en forma de novela titulada MALA PERSONA.

## Filmografía

### Cine
| Año  | Título                              | Director                          | Papel                         |
| ---- | ----------------------------------- | --------------------------------- | ----------------------------- |
| 2008 | La máquina de pintar nubes          | Patxo Tellería, Aitor Mazo        | Mateo                         |
| 2008 | Zorion perfektua                    | Jabi Elortegi                     | Iker (joven)                  |
| 2008 | Bon appétit                         | David Pinillos                    | Young Waiter                  |
| 2009 | Secretos de cocina                  | Aizpea Goenaga                    | Xalba                         |
| 2011 | El extraño anfitrión (TV Movie)     | Javier Rebollo                    | Iñigo                         |
| 2011 | Sabin (TV Movie)                    | Patxi Barko                       | Guardia Civil                 |
| 2012 | El precio de la libertad (TV Movie) | Ana Murugarren                    | Mudito                        |
| 2012 | La dama guerrera                    | Ana Murugarren                    | Juglar                        |
| 2012 | Gernika bajo las bombas (TV Movie)  | Luis Marías                       | Jesús Mari                    |
| 2013 | Alaba zintzoa                       | Javier Rebollo, Alvar Gordejuela  | Imanol                        |
| 2013 | Tres mentiras                       | Ana Murugarren                    | Andoni                        |
| 2014 | Ocho apellidos vascos               | Emilio Martínez-Lázaro            | Borroka                       |
| 2014 | El primer último día                | Javier Arriaga, Guillermo Llaguno | Sebastián                     |
| 2015 | Pikadero                            | Ben Sharrock                      | Iñaki                         |
| 2015 | Bilbao-Bizkaia Ext: Día             | Pedro Olea, Luis Marías           | Varios                        |
| 2018 | La pequeña Suiza                    | Kepa Sojo                         | Iker                          |
| 2019 | Ane                                 | David Pérez Sañudo                | Andoni Urtubi                 |
| 2020 | El Cover                            | Secun de la Rosa                  | Pierre                        |
| 2020 | García & García                     | Ana Murugarren                    | Camarero Palace               |
| 2022 | La vida padre                       | Joaquín Mazón                     | Ander Intxausti               |
| 2023 | Deviant                             | Dani Caneiro                      | Fran                          |
| 2024 | El carné                            | Xabi Vitoria                      | Julio                         |
| 2025 | 8                                   | Julio Medem                       | Sargento del "bando nacional" |
| 2025 | Sacamantecas                        | David Pérez Sañudo                | General Carlista              |
| 2025 | Cuerpos locos                       | Ana Murugarren                    | Erminio                       |
| 2025 | El niño                             | Mariano Barroso                   | Josu                          |

### Televisión
| Año       | Título                   | Cadena             | Director                       | Papel                           |
| --------- | ------------------------ | ------------------ | ------------------------------ | ------------------------------- |
| 2009/10   | Vaya Semanita            | ETB2               | Ainhoa Alzibar, Aitor Eneriz   | Varios                          |
| 2010/11   | Kerman mintzalagun bila  | ETB1               | K2000                          | Kirmen                          |
| 2016      | Corto y Cambio           | Comedy Central     | Ulises Bermejo                 | Varios                          |
| 2016      | La princesa Paca         | TVE                | Joaquín Llamas                 | Pío Baroja (joven)              |
| 2017      | ¿Qué me estás contando?  | ETB2               | Jon Aramendi                   | Colaborador                     |
| 2018      | Fugitiva                 | TVE                | Joaquín Oristrell              | Eduardo Escudero Pellicer "Edu" |
| 2018-2019 | Amar es para siempre     | Antena 3           | Eduardo Casanova               | Jon Illarramendi                |
| 2019      | Encierra a un ladrón     | Paramount Network  | Luis Alcázar                   | Aníbal                          |
| 2020      | Patria                   | HBO                | Félix Viscarret                | Jokin                           |
| 2020      | Izan ginelako            | ETB1               | Eneko Zalduondo                | Varios                          |
| 2022      | Nasdrovia                | Movistar Plus      | Marc Vigil                     | Ayudante de dirección           |
| 2022      | True Story               | Amazon Prime Video | Secun de la Rosa               | Gasolinero malvado              |
| 2022      | Nunca abran esas puertas | Disney+            | Gastón Haag, Nicolás A. Ortiz  | Ander                           |
| 2024      | Detective Touré          | TVE                | Esteban Crespo, Violeta Sálama | Txema                           |
| 2025      | La coleccionista         | Amazon Prime Video | Manuel Sanabria                | Miguel                          |

### Teatro
- 2008: Voces pisadas. Prod: Yonunka Teatro. Dir: Fermín Cariñena
- 2009: Reptiles sonrientes. Prod: Yonunka Teatro. Dir: Lander Otaola
- 2011: Sekula Bai!. Dir: Itziar Lazkano
- 2012: Vamos a contar mentiras toda la vida. Prod: Glu-Glu Producciones. Dir: Galder Pérez
- 2013-14: Cabaret Chihuahua. Prod: Pabellón 6. Dir: Felipe Loza
- 2013: Cabaret Chihuahua. Prod: Laboratorio Pabellón 6. Dir: Felipe Loza
- 2014: Fausto, ciudadano ejemplar. Prod: Pabellón 6. Dir: Galder Pérez
- 2014: Niños, dejad de joder con la pelota. Prod: Teatro Arriaga. Dir: Lander Otaola, Ylenia Baglietto
- 2014: Muchas moches, buenas gracias. Prod: Txalo. Dir: Iker Galartza
- 2015-16: Ciclo Lied. Teatro Arriaga. Dir: Rubén Fernández Aguirre
- 2015: Caperucita feroz. Prod: Glu-Glu Producciones. Dir: Galder Pérez
- 2015: La gaviota. Prod: Teatro Arriaga. Dir: Gustavo Tambascio
- 2016: Canción vasca. Teatro de La Zarzuela. Dir: Rubén Fernández Aguirre
- 2016: El emperador de La Atlántida. Teatro Real. Dir: Gustavo Tambascio
- 2016: Farinelli, El castrato del rey Felipe. Teatros del Canal. Dir: Gustavo Tambascio
- 2016: Sueño de una noche de verano. Teatro Arriaga. Dir: Pablo Viar
- 2017: 13 y martes. Prod: Glu-Glu Producciones. Dir: Ylenia Baglietto
- 2017: Obabakoak. Teatro Arriaga. Dir: Calixto Bieito
- 2017: Strip-tease. Teatro Arriaga/Loraldia. Dir: Jokin Oregi, Fernando Bernués, Mireia Gabilondo, Garbi Losada
- 2018: Yo soy Pichichi. Prod: Pabellón 6. Dir: Patxo Tellería
- 2019: Los otros Gondra. Teatro Español. Dir: Josep María Mestres
- 2021: Amor y Humor. Palacio Euskalduna. Dir: Lander Otaola e Ylenia Baglietto
- 2021: Los Gondra. Centro Dramático Nacional. Dir: Josep María Mestres
- 2021: Los últimos Gondra. Centro Dramático Nacional. Dir: Josep María Mestres
- 2021: Erresuma / Kingdom / Reino. Teatro Arriaga/Teatro Español. Dir: Calixto Bieito
- 2022: Queen Lear. Teatro Español. Dir: Natalia Menéndez
- 2023: Festen. Teatro Arriaga/Teatro Español. Dir: María Goiricelaya
- 2024: Cómico triste. Dir: Lander Otaola
- 2025: Éxodus. Prod: Teatro Arriaga. Dir: Marta Eguileor
- 2025: Bilbao. 2035. Prod: Pabellón Nº 6. Dir: Ramón Ibarra

## Obras literarias

### Narrativa
- Mala persona, Arima Editorial, Bilbao, 2021
- Vivir gritando, Editorial Zorrotz, Bilbao, 2023

## Premios
- Festival BiSeriesland 2020. Ganador del premio al Mejor Actor Secundario en Serie Internacional para Internet por Encierra a un ladrón.[6]
- Premios Berri Onak 2020. Ganador. Otorgado por la Asociación de Profesionales de Euskadi de Radio y Televisión.[7]
- Premio Urregin 2022. Ganador a Mejor Actor vasco de Teatro por Yo soy Pichichi.[8]
- Premio Txirene of the Year 2022. Otorgado por Bilbao Historiko.[9]
- Zarambolas 2023 (Rey del carnaval de Bilbao). Otorgado por el Ayuntamiento de Bilbao.[10]
- Premio Ser de Bilbao 2024. Otorgado por La Salve Bilbao.[11]